# La Révolution des Robots
La Révolution des Robots (The Robot Revolution) est le premier épisode de la Saison 2 de la série télévisée britannique Doctor Who, diffusé le 12 avril 2025 sur BBC One et Disney+.
Cet épisode introduit une nouvelle compagne du Docteur, Belinda Chandra, interprétée par Varada Sethu. L’actrice était déjà apparue dans le rôle de Mundy Flynn dans l’épisode BOUM de la Saison 1 en 2024.

## Distribution
- Ncuti Gatwa (VFB : Maxime Van Santfoort) : Quinzième Docteur
- Varada Sethu (VFB : Fanny Dreiss) : Belinda Chandra
- Jonny Green (VFB : Gauthier De Fauconval) : Alan Budd / Générateur AI
- Max Parker (VFB : Pierre Le Bec) : Manny
- Anita Dobson (VFB : Myriam Thyrion) : Mrs Flood[2]
- Evelyn Miller (VFB : Anaïs Stinglhamber) : Sasha 55
- Thalia Dudek : Kirby Blake
- Jeffin Kunjumon : Stefan Haines
- Belinda Owusu : La Réceptionniste
- Tom Storey : Tombo
- Caleb Hughes : Scoley[3]
- Nadine Higgin : Shago
- Stephen Love : Robot 1
- Robert Strange : Robot 2
- Charles Sandford : Robot 3
- Lucas Edwards : Robot 4
- William Ellis : Premier Ministre de Missbelindachandra 1
- Nicholas Briggs : Voix des Robots

## Accroche
Lorsque des robots extraterrestres enlèvent l’infirmière Belinda Chandra, le Docteur se lance dans une quête intergalactique pour ramener sa nouvelle amie sur Terre.

## Résumé
L'ex-petit ami de Belinda Chandra, Alan Daniel Budd, lui donne un certificat nommant une étoile d'après son nom pour son anniversaire. Il l'a demande en mariage, mais elle le repousse. 17 ans plus tard, le 24 mai 2025, Belinda est capturée par des robots et emmenée, en tant que leur reine, sur Missbelindachandra 1, une planète en orbite autour de l'étoile à son nom. Les habitants de Mllebelindachandra 1 sont composés de Mllebelindachandraliens et de Mllebelindachandrarobots, qui co-existaient pacifiquement jusqu'à ce que ces derniers prennent le contrôle et que certains Mllebelindachandraliens commencent à se rebeller.
Les robots sont contrôlés par le Grand Générateur AI, qui prévoit de fusionner avec Belinda. Sur leur vaisseau spatial, Belinda blâme Alan pour avoir nommé l'étoile, ensuite, le vaisseau vole à travers une fracture temporelle. Le Docteur, qui était à sa poursuite, est envoyé six mois en arrière, et au moment où Belinda arrive, il est devenu l'historien de la planète. Exploitant une erreur qui empêche les robots d'entendre chaque 9e mot, le Docteur et les rebelles sauvent Belinda.
Le Docteur se rend compte que les robots possèdent un certificat identique à celui de Belinda et l'ont depuis plus de 5000 ans. Il conclut que cela est lié à la fracture temporelle. Belinda fait en sorte d'être capturée, et demande aux robots d'épargner les rebelles. Belinda et le Docteur sont emmenés au Grand Générateur AI. Ils découvrent que ce n'est pas "AI" mais "AL", abréviation d'Alan. Après que Belinda ait blâmé Alan dans le vaisseau, les robots ont utilisés la fracture temporelle pour le capturer 10 ans plus tôt. Voyant la vie sur Missbelindachandra 1 comme un jeu, Alan s'est fusionné avec les machines et a commencé la guerre.
En utilisant chaque 9e mot, Alan leur communique sa souffrance. Belinda touche sa copie du certificat à celle d'Alan, les faisant vivre, simultanément, l'entièreté de leur vie. Le Docteur sauve Belinda, tandis qu'Alan revient à l'état d'embryon à l'échelle microscopique, qui est nettoyé par un robot. Maintenant libres, les Mllebelindachandraliens et les Mllebelindachandrarobots reconstruisent leur société, tandis que le Docteur emmène Belinda à son TARDIS. Il explique avoir rencontré une descendante lointaine nommé Mundy Flynn et veut savoir comment les Mllebelindachandrarobots ont acquis le certificat, mais Belinda, perturbé par l'insistance du Docteur sur leur rencontre qui serait le "destin", refuse d'être traité comme une de ses aventures et exige d'être ramené chez elle.
Le TARDIS n'est pas capable de revenir au 24 mai 2025, il est repoussé de cette date. Le Docteur dit à Belinda qu'ils devront prendre le chemin le plus long. Alors que le TARDIS se dématérialise, des débris de plusieurs repères de la Terre, le certificat de Belinda ainsi qu'un calendrier indiquant la date du 24 mai 2025 flottent dans l'espace.

## Continuité
À venir...